# نادي ستيف بيكو لكرة القدم
نادي ستيف بيكو لكرة القدم هو نادي كرة قدم من باكاو، غامبيا. تأسس عام 1978 وسمي على اسم الناشط ضد نظام الفصل العنصري بجنوب أفريقيا ستيف بيكو.

## الإنجازات
- دوري الدرجة الأولى الغامبي: 1

2013.
- كأس غامبيا: 1

2000.

## روابط خارجية
- صفحة الفريق - soccerway.com